# بالا (ملابس)
بالا (باللاتينية: Pallo) هي قطعة ملابس نسائية تشبه المعطف الفضفاض كانت النساء ترتديه تقليدياً في روما القديمة. يشبه البالا إلى حد ما الباليوم pallium الذي كان يرتديه الرجال، على الرغم من أن ماركوس تيرينتيوس فارو ذكر أن النساء كانت ترتدي الباليوم أيضاً.
للبالا شكل مستطيل عكس الشكل شبه الدائري للتوجه، وكان يثبت بالبروش. في مناسبات الزواج كانت نساء روما ترتدي بالا مخصص لتلك المناسبة اسمه Palla galbeata.

## اقرأ أيضاً
- توجة

## وصلات خارجية
- رسومات للملابس الرومانية القديمة